# Église Saint-Pierre d'Alleyrat (Creuse)
Pour les articles homonymes, voir Église Saint-Pierre d'Alleyrat et Église Saint-Pierre.
L'église Saint-Pierre est une église située à Alleyrat, dans le département français de la Creuse en France. Construite au XIIe siècle, elle est inscrite au titre des monuments historiques en 1963.

## Localisation
L'église est située sur la commune d'Alleyrat dans le département français de la Creuse en région Nouvelle-Aquitaine.

## Historique
L'église a été construite au XIIe siècle.
L'édifice est inscrit au titre des monuments historiques en 1963.